# Strahllagemonitor
Ein Strahllagemonitor oder Strahllagesensor (englisch Beam Position Monitor, kurz BPM) ist eine Sensorikbaugruppe, die überwiegend in Teilchenbeschleunigern und optischen Anlagen eingesetzt wird, um die räumliche Intensitätsverteilung von Strahlung zu messen. Der Begriff Strahlung umfasst hierbei sowohl jede Art elektromagnetischer Strahlung, wie beispielsweise sichtbares Licht, Infrarot- oder Gammastrahlung, als auch Teilchenstrahlung wie Elektronenstrahlen oder Protonenstrahlen.

## Messmethoden
Die Messung der Intensitätsverteilung kann anhand unterschiedlicher Kriterien in unterschiedlicher Genauigkeit erfolgen. Dabei wird die Verteilung der Intensität durch Messung von einem oder einer Kombination von Messwerten bestimmt, wie
- Intensität an einem bestimmten Ort (bzw. Integral auf einer in Ort und Ausdehnung definierten Schnittfläche)
- Ort der höchsten Intensität auf einer definierten Schnittfläche
- Ort des Flächenschwerpunktes der Intensitätsverteilung auf einer Schnittfläche
- Orts-Profil der Intensität auf einer Schnittfläche

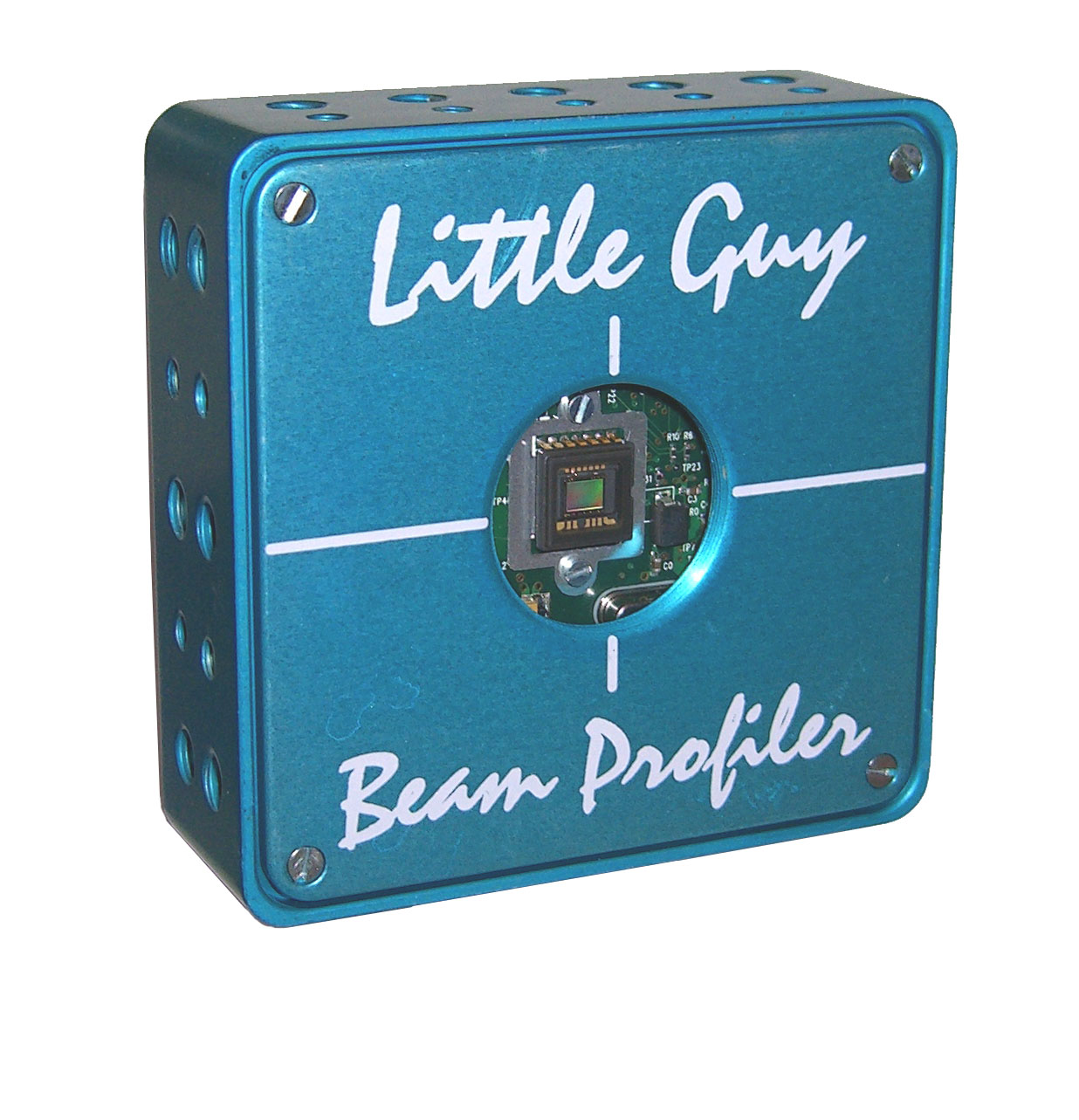
Beam Profile Monitor zur Messung der Intensitätsverteilung von Laserstrahlung

Im letzteren Fall ordnet man den Sensor zumeist unter der Bezeichnung Beam Profile Monitor (Abkürzung ebenfalls BPM) einer eigenen Gruppe von Messelementen zu. Diese können gegenüber dem Strahllagesensor weit differenziertere Aussagen über den Strahl liefern, als es einfache Strahllagesensoren ermöglichen.
Da sich die Eigenschaften verschiedener Arten von elektromagnetischer Strahlung und Teilchenstrahlung stark unterscheiden, gibt es eine große Anzahl verschiedener Funktionsweisen. Hierbei sind einerseits die physikalischen Wirkprinzipien zur Umwandlung der auf ein Flächenelement einwirkenden Strahlung in ein Messsignal gemeint. Andererseits auch die Prinzipien, an welchen Stellen der Querschnittsfläche zu einem Strahl gemessen wird (z. B. Segmentierung, Blendenfläche, Durchlassbereich durch eine Blende usw.) sowie ob dies integral oder als Profil über eine Fläche oder eine Linie erfolgt.